# Proclamația din octombrie
Proclamația din octombrie (în limba rusă Октябрьский Манифест sau Манифест 17 октября) a fost emis pe 30 octombrie (stil nou) /17 octombrie (stil vechi) 1905 de către țarul Nicolae al II-lea sub influența contelui Serghei Witte, ca răspuns la revoluția din 1905. Numele oficial al documentului este Proclamația despre îmbunătățirea ordinei statului (Манифест об усовершенствовании государственного порядка). Proclamația era răspunsul la revoltele din Imperiul Rus și promitea acordarea de libertăți civile pentru poporul rus, inclusiv: inviolabilitatea persoanei, libertatea religie, libertatea cuvântului, libertatea de asociere și libertatea de întrunire, o largă participare la alegerile pentru Dumă, introducerea votului universal și emiterea unui decret care să asigure că nici o lege nu va fi aplicată dacă nu va avea aprobarea Dumei de Stat. 
Proclamația a fost precursor al primei Constituții din întreaga istorie a țării. 
În realitate, Proclamația (ca și Constituția de fapt) nu a dus la creșterea semnificativă a libertăților sau a reprezentării guvernamentale pentru rușii de rând. Țarul a continuat să-și exercite dreptul de veto împotriva hotărârilor Dumei, pe care a dizolvat-o și reformat-o de câteva ori. 

## Opoziția
Opoziția antițaristă era divizată de Proclamația din octombrie. Unii dintre ei au fost liniștiți de ideea de a câștiga libertatea cuvântului și un guvern cu adevărat reprezentativ. Alții însă, au constatat că țarul a făcut de fapt concesii foarte mici. Duma era doar umbra unui parlament democratic, atâta vreme cât nu putea aproba o lege fără consimțământul țarului, iar libertatea cuvântului era foarte mult limitată. 